# Maud von Rosen-Engberg
Maud Ella Clara Lillian von Rosen-Engberg (2. August 1902 in Julita, Katrineholm – 13. Dezember 1988 in Eslöv) war eine schwedische Bildhauerin und Autorin. Ihre Arbeit war Teil des olympischen Kunstwettbewerb bei den Olympischen Sommerspielen 1932.

## Leben
Maud von Rosen-Engberg war die Tochter von Clarence von Rosen und Agnes Maria von Blixen-Finecke. Der schwedische Reiter Clarence von Rosen Jr. war ihr Bruder. Sie war Schülerin des schwedischen Bildhauers Carl Milles. Maud von Rosen-Engberg war dreimal verheiratet.
1922 heiratete sie ihren Cousin Oberst Gustaf-Fredrik Hans Göran von Rosen. Aus dieser Ehe ging die schwedische Dressurreiterin Maud von Rosen (* 1925) hervor. Göran von Rosen war Militärattaché in der schwedischen Botschaft in Washington. Zu dieser Zeit war sie in den USA als Künstlerin tätig. 1931 wurde durch eine Einzelausstellung in London im Mansfield House bekannt. Pferde und Reiter zählten zu ihren häufigsten Motiven. Ihr Beitrag für den olympischen Kunstwettbewerb war eine „Equestrian Statuette“.
1935 veröffentlichte sie in Schweden ein Buch über eine Reise durch Persien, die sie teilweise zu Pferd unternahm. 1937 wurde das Werk in englischer Sprache unter dem Titel Insh‘Allah! Persïan Pilgrimage veröffentlicht.
1937 heiratete sie Ernst Aurell und beim dritten Mal heiratete sie 1945 den Bauingenieur Karl Gunnar Engberg.

## Werke
- Vi titta på Amerika, 1933, Schweden[3]
- I Inshʿ Allah (om Gud vill): upplevelser och äventyr under en resa i Persien, Hökerberg, 1935[4]
- Hjärtats kavaljer: Clarence von Rosen, Bonniers, 1. Januar 1979, ISBN 9100441023, als Maud Engberg[5]